# 丰塔纳陨击坑

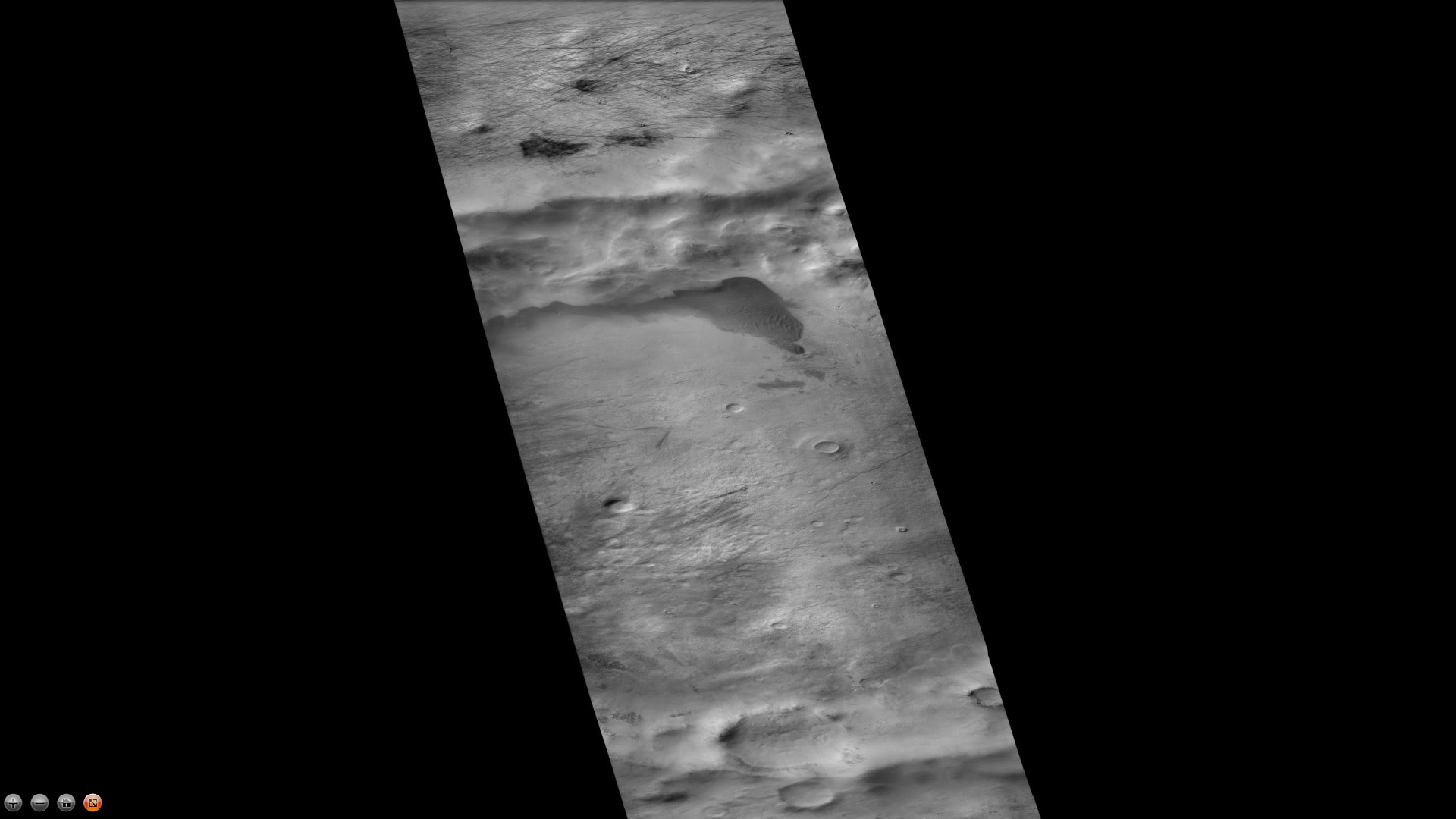
火星勘测轨道飞行器背景相机显示的丰塔纳陨击坑。

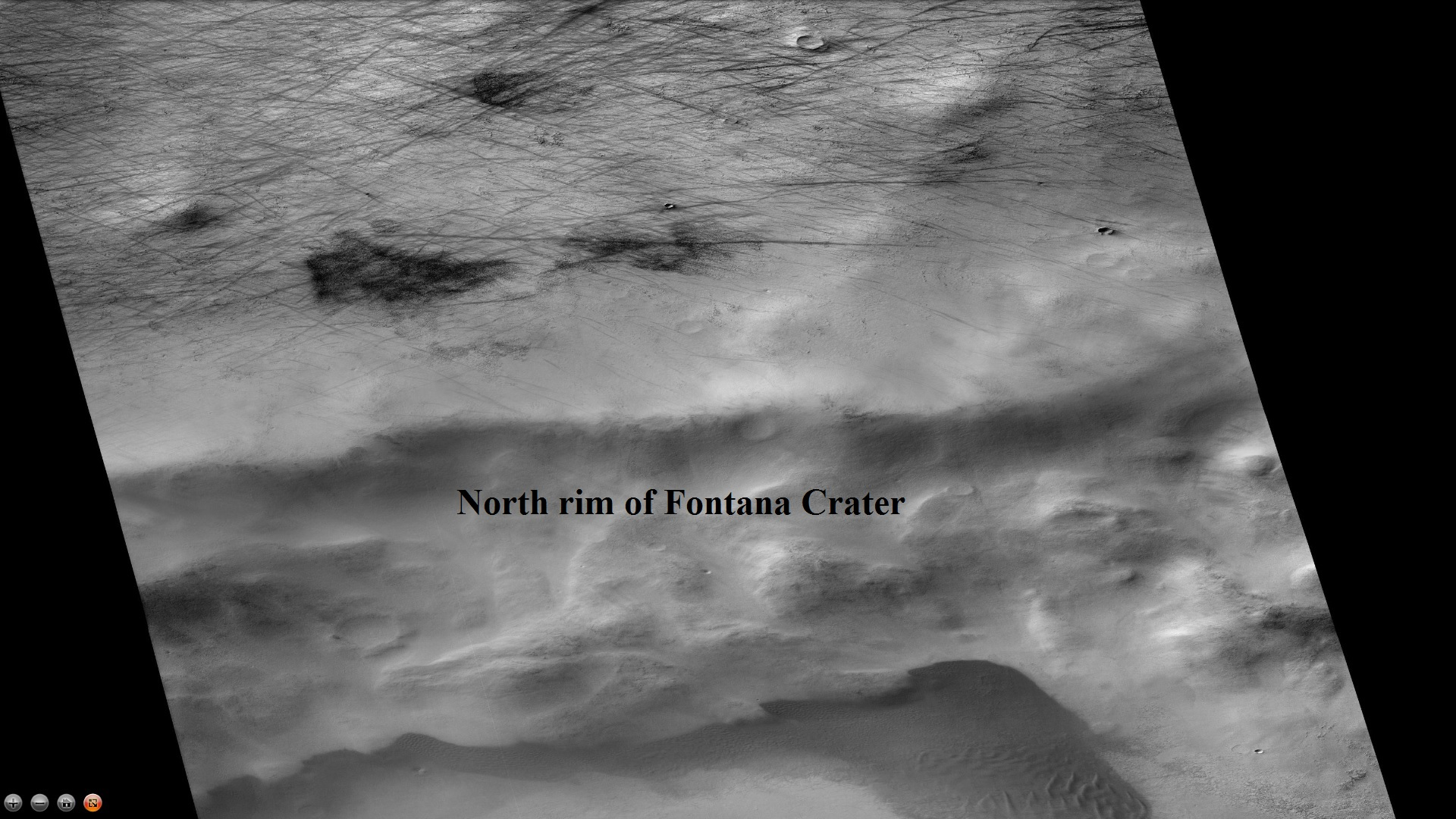
背景相机显示的丰塔纳陨击坑北侧边缘外的尘暴痕迹，注意：这是前一幅丰塔纳陨击坑图像的放大版。

丰塔纳陨击坑(Fontana)是火星陶玛西亚区的一座撞击坑，其中心坐标位于南纬63.2度、西经72.2度，直径80公里，它的名称取自意大利天文学家弗朗切斯科·丰塔纳，1973年被国际天文学联合会行星系统命名工作组批准接受。下图显示了陨击坑坑底部的尘暴痕迹和沙丘。

## 另请查看
- 火星气候
- 尘暴痕迹
- 火星地质
- 撞击坑
- 撞击事件
- 火星撞击坑
- 火星矿石资源
- 行星体系命名法